# Sẻ thông vàng

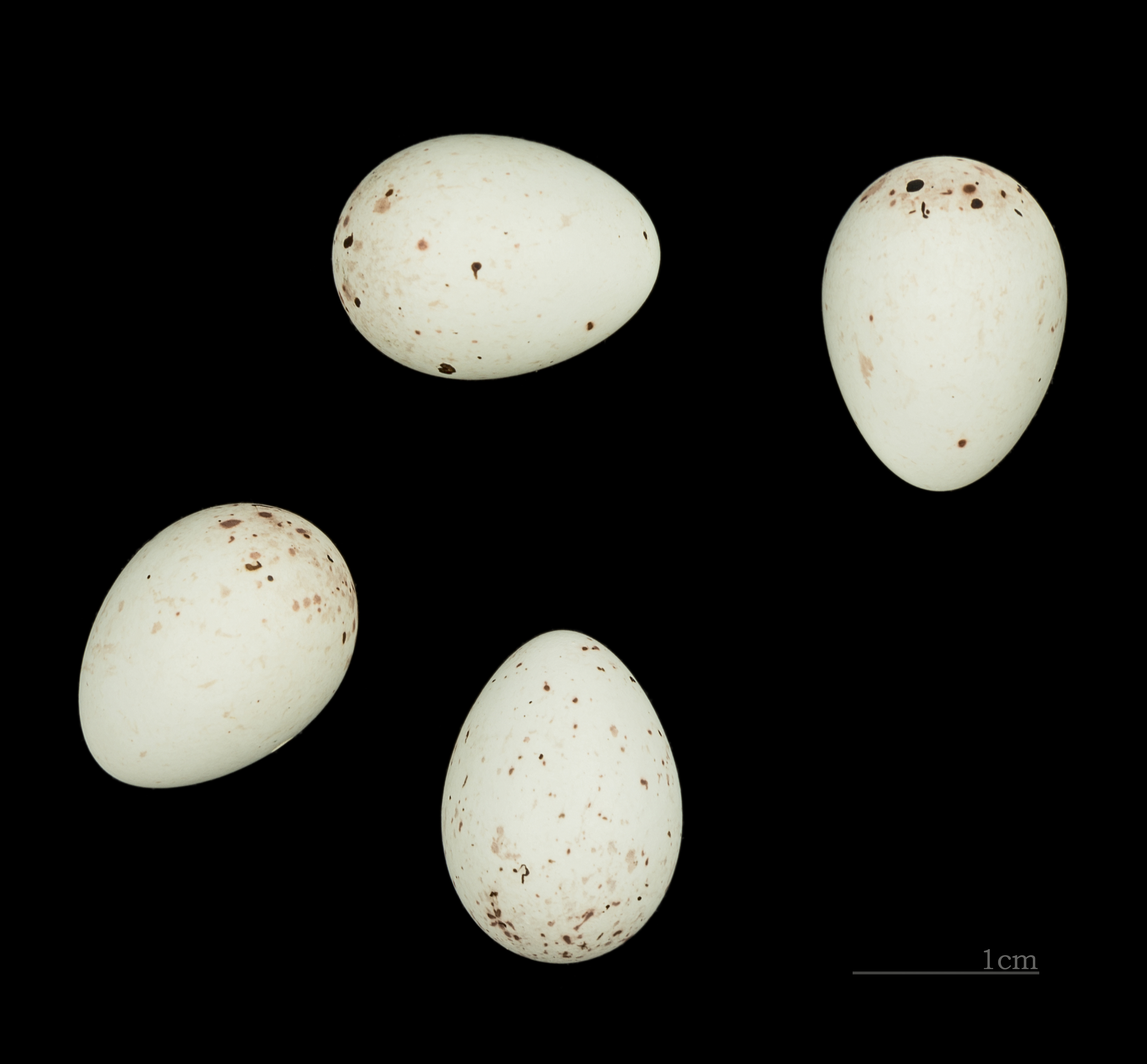
Carduelis spinus

Sẻ thông vàng (tên khoa học: Spinus spinus) là một loài chim trong họ Fringillidae.